# Blason de l'Auvergne

Ancienne bannière de l'abbaye d'Aurillac (restitution).

Le gonfanon. Armes de l'Auvergne.

Le blason de l'Auvergne, parfois nommé le gonfanon, est le blason historique de l'Auvergne. Son adaptation vexillologique est à l'origine du drapeau auvergnat. Le blasonnement de l'Auvergne est : D'or, au gonfanon de gueules, frangé de sinople.

## Origines
Le blason de l'Auvergne, d’or au gonfanon de gueules bordé de sinople, a été pris par les comtes d'Auvergne depuis au moins le XIIe siècle, les sceaux et l'iconographie des comtes Robert IV et Guy II présentant déjà le gonfanon pour emblème.

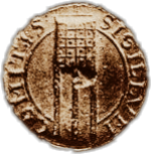
Blason de Guy II d'Auvergne ; sceau comtal du XIIe siècle.
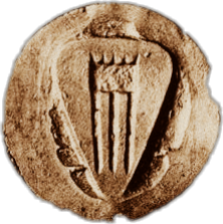
Blason de Robert IV d'Auvergne ; sceau comtal du XIIe siècle.

L'hypothèse la plus semblable serait celle de l'adoption du gonfanon par le comte Guillaume VI. Une tradition lui donne pour origine la bannière qu'aurait portée Eustache III de Boulogne, frère Godefroy de Bouillon, lors de la conquête de Jérusalem. Guillaume VI participa à cette croisade et peut se voir être à l'origine du blason en question.
Toutefois, cette bannière, autour de laquelle se ralliaient alors les chevaliers de la nation d'Auvergne, est plus vraisemblablement celle d'un abbé, celui de Saint-Géraud d'Aurillac[réf. nécessaire] qui était de gueules, frangée de sinople.
Le drapeau du Vorarlberg, land le plus occidental de l'Autriche, présente lui aussi un gonfanon assez similaire au blason de l'Auvergne.